# Hermann Ungar

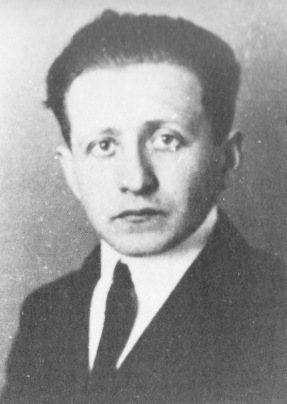
Hermann Ungar

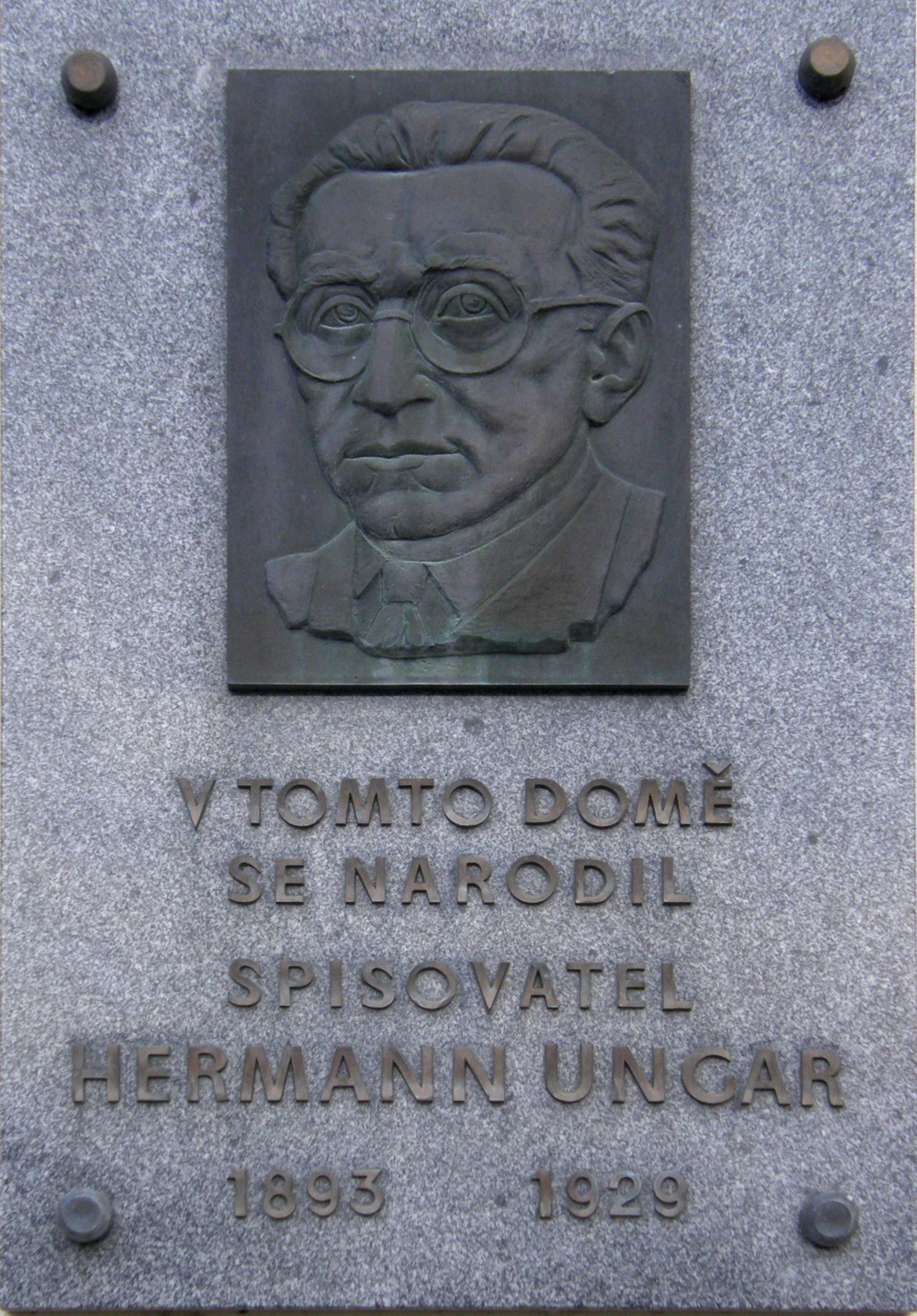
Gedenktafel an Ungars Geburtshaus in Boskowitz

Hermann Ungar (geboren 20. April 1893 Boskowitz, Österreich-Ungarn; gestorben 28. Oktober 1929 in Prag) war ein mährisch-jüdischer Schriftsteller.

## Leben
Ungar wurde 1893 im mährischen Boskowitz als Sohn des Branntweinfabrikanten und Bürgermeisters Emil Ungar und seiner Frau Jeannette, geb. Kohn, geboren. Er studierte ab 1911 in Berlin Orientalistik, danach Rechtswissenschaften in München und Prag. 1913 absolvierte er die juristische Staatsprüfung in Prag und promovierte 1918.
Von 1914 bis 1916 war er Soldat im Ersten Weltkrieg und erlitt eine schwere Kriegsverletzung. Danach arbeitete er als Rechtsanwalt und Theaterregisseur. 1922 wurde er Legationsrat an der tschechoslowakischen Botschaft in Berlin, später Ministerialkommissar im Außenministerium in Prag.
Ungar galt als Einzelgänger des Prager Kreises um Franz Kafka, Ernst Weiß und Max Brod.
Hermann Ungar starb, sechsunddreißig Jahre alt, an einem zu spät behandelten Blinddarmdurchbruch in einem Prager Krankenhaus. Ungar hatte zwei Söhne. Seine Schwester konnte nach Tel Aviv auswandern, sein Bruder und seine Eltern wurden 1942 im KZ Auschwitz umgebracht.

## Zitat
- „Ungar ... schuf Menschen aus seiner heimlichsten Atmosphäre. Die war grausam und schwer. Das wollte man nicht, das verzieh man ihm nicht. Er war ein Dichter.“ (Rudolf Kayser in einem Nachruf in der Neuen Rundschau 1929.)

## Werke

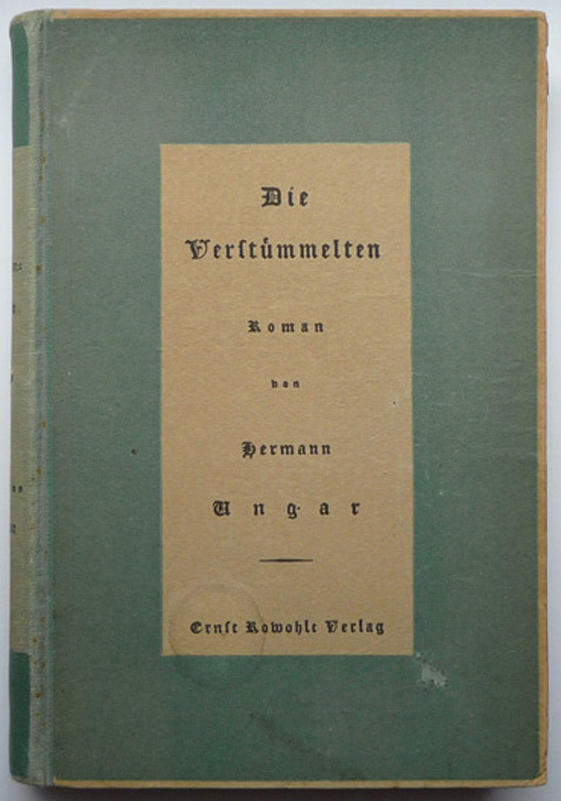
Die Verstümmelten, Originalausgabe, Rowohlt, Berlin 1923

- Knaben und Mörder, 1921 (Zwei Novellen, von Thomas Mann und Stefan Zweig begeistert besprochen, online – Internet Archive)
- Die Verstümmelten, 1922 (Roman).
  - Neuauflage: Maas, Berlin 2001, ISBN 3-929010-62-3.
- Die Klasse, 1927 (Roman)
  - Die Klasse, mit Anmerkungen und einem Nachwort von Ulrich Weinzierl, Manesse, Zürich 2012
- Der rote General, 1928 (Schauspiel, Revolutionsstück um Leo Trotzki und Walther Rathenau; 1928 in Berlin mit Fritz Kortner in der Titelrolle erfolgreich aufgeführt)
- Colberts Reise, 1930 (Erzählungen und Skizzen, postum)
- Die Gartenlaube, 1930 (Komödie, 1930 postum in Berlin aufgeführt)
- Der Bankbeamte und andere vergessene Prosa. Hrsg. von Dieter Sudhoff. Igel, Paderborn 1989
- Sämtliche Werke. Hrsg. von Dieter Sudhoff. 3 Bde. Igel, Oldenburg 2001–2002.
  - Bd. 1: Romane
  - Bd. 2: Erzählungen
  - Bd. 3: Gedichte, Dramen, Feuilletons, Briefe